# Jakob Maier
Jakob Maier (* 5. März 1854 in Gießhof (Miesbach); † 14. Februar 1929 in Oberhöger (Miesbach)) war ein deutscher Kunstmaler, Fotograf und Landwirt.
Der Bauernsohn Jakob Maier zeigte früh sein künstlerisches Talent, welches von seinem Zeichenlehrer Alois Dirnberger gefördert wurde. Mit dessen Hilfe und der des hiesigen Sommerfrischlers Angelo Graf von Courten konnte er 1878 in München an der Kunstakademie unter Franz von Defregger studieren. Nach seinem Studienabschluss arbeitete er in München zunächst als Kunstmaler und Fotograf. Künstlerisch war er auch im Miesbacher Land tätig und schuf zahlreiche Porträts und Fresken. Ebenso war er als Genre- und Landschaftsmaler tätig. Er blieb dabei dem Stil seines Lehrers Defregger verpflichtet. Freundschaften verbanden ihn dabei auch mit dem Maler Fritz Freund und den Künstlern der Familie Courten. Schon 1887 zog er sich wieder in seine Heimat zurück und widmete sich hauptberuflich der Landwirtschaft, war  aber nach wie vor künstlerisch aktiv.